# Maracanã (ort)
Maracanã är en ort i Brasilien.   Den ligger i kommunen Maracanã och delstaten Pará, i den nordöstra delen av landet, 1 700 km norr om huvudstaden Brasília. Maracanã ligger 21 meter över havet och antalet invånare är 12 682.
Terrängen runt Maracanã är mycket platt. Det finns inga andra samhällen i närheten.
I omgivningarna runt Maracanã växer i huvudsak städsegrön lövskog. Runt Maracanã är det ganska glesbefolkat, med 43 invånare per kvadratkilometer.